# Dobrzyń (Mazovie)
Pour les articles homonymes, voir Dobrzyń.
Dobrzyń (prononciation : [ˈdɔbʐɨɲ]) est un village polonais de la gmina de Czosnów dans le powiat de Nowy Dwór Mazowiecki de la voïvodie de Mazovie dans le centre-est de la Pologne.

## Histoire
De 1975 à 1998, le village appartenait administrativement à la voïvodie de Varsovie.